# Alister Hardy
Sir Alister Clavering Hardy (Nottingham, 10 febbraio 1896 – Oxford, 22 maggio 1985) è stato un biologo inglese, specialista in zooplancton ed ecosistemi marini. Ha fondato il Religious Experience Research Centre (Unità di Ricerca sull'esperienza religiosa) nel 1969, dopo essersi ritirato dal ruolo di professore all'Università di Oxford. È stato insignito del Premio Templeton nel 1985.

## Biologia e Zoologia
Alister Hardy è stato lo zoologo della RRS Discovery durante la spedizione in Antartide tra il 1925 e il 1927. Studiando il rapporto tra lo zooplancton e i predatori, è diventato un esperto di mammiferi marini come le balene. A bordo della Discovery, ha progettato e poi costruito un meccanismo chiamato Continuous Plankton Recorder o CPR, il primo strumento affidabile progettato per catturare campioni di plancton su vaste aree di mare. Il CPR è stato il primo strumento capace di fornire agli scienziati marini una misura delle comunità di plancton su scala pan-oceanica. La sua ricerca pionieristica nella distribuzione di plancton è stato proseguito dalla Sir Alister Hardy Foundation for Ocean Science (SAHFOS).
Hardy è stato professore di zoologia presso l'Università di Hull dal 1928 al 1942. Nel 1942, è stato nominato professore di storia naturale presso l'Università di Aberdeen, dove è rimasto fino al 1946, quando è diventato professore di zoologia all'Università di Oxford, incarico che ha mantenuto fino al 1961. Hardy è noto anche per aver formulato la teoria della scimmia acquatica un'ipotesi evoluzionistica secondo la quale il progenitore dell'uomo sarebbe stato un primate che, per l'arsura del clima africano avrebbe spostato la sua residenza negli habitat fluviali, per poi ritornare alla savana come Homo sapiens moderno. Nel 1940, Hardy è stato nominato Fellow della Royal Society. È stato nominato cavaliere nel 1957.

## Studio della Religione
Fin dall'infanzia Hardy si è interessato ai fenomeni spirituali ma, consapevole che i suoi interessi potevano essere considerati poco ortodossi nella comunità scientifica, non rese pubbliche le sue opinioni fino al suo ritiro da Oxford. Negli anni accademici 1963-1964 e 1964-1965, tenne le Gifford Lectures presso l'Università di Aberdeen sull'evoluzione della religione, poi pubblicate con il titolo The Living Stream e The Divine Flame. Nel libro The Living Stream Hardy espone le sue idee evolutive. Le tesi da Hardy sull'evoluzione sono state considerate dal biologo evoluzionista Ernst Mayr come una forma di vitalismo. Questi corsi segnarono il suo ritorno agli interessi religiosi. Nel 1969, ha fondato il Religious Experience Research Centre all'Harris Manchester College. L'unità ha iniziato il suo lavoro con la compilazione di una banca dati di esperienze religiose e continua a indagare la natura e la funzione dell'esperienza spirituale e religiosa presso l'Università del Galles. Dopo aver fondato il Religious Experience Research Centre, Hardy ha ricevuto il premio Templeton poco prima della sua morte, avvenuta nel 1985.

## Libri
- The Open Sea. Its Natural History (Part I) The World of Plankton. New Naturalist #34, Collins, 1956.
- The Open Sea. Its Natural History (Part II) Fish & Fisheries. New Naturalist #37, Collins, 1959.
- The Living Stream: A Restatement of Evolution Theory and its Relationship to the Spirit of Man. Harper and Row, 1965.
- "The Divine Flame : An Essay Towards A Natural History of Religion. The Religious Experience Research Unit, Manchester College, 1978
- The Spiritual Nature of Man: Study of Contemporary Religious Experience. Oxford University Press, 1979